# Edward Bourchier
Sir Edward Bourchier († 30. Dezember 1460 bei Wakefield) war ein englischer Ritter.

## Leben
Er war ein jüngerer Sohn von Henry Bourchier, 1. Earl of Essex und Isabel of Cambridge, Countess of Essex, eine Schwester des Richard Plantagenet, 3. Duke of York. Sir Edward war ein Cousin 1. Grades von Eduard IV. und Richard III. und auch über seine Großmutter Anne of Gloucester mit dem Haus Plantagenet verwandt.
Er kämpfte in den Rosenkriegen für das Haus York bei der Ersten Schlacht von St Albans (1455) und der Schlacht von Ludlow (1459).
Nach dem Sieg bei St. Albans erhielt er die Aufsicht und Verwaltungshoheit über Kidwelly Castle. Das Parlament in Coventry 1459, auch Parliament of Devils genannt, verhängte nach der Niederlage bei Ludlow über viele Anhänger des Hauses York, auch über Edward Bourchier, eine Bill of Attainder. Nach dem Sieg der Yorkisten unter Richard Neville, 16. Earl of Warwick in Northampton 1460, erhielt Sir Edward auch die Aufsicht über Montgomery Castle. Harlech Castle sollte gemäß einem Entschluss des königlichen Rates (Council) auch an Sir Edward übergeben werden, Jasper Tudor, 1. Duke of Bedford ignorierte aber diesen Entschluss und baute die Befestigung als letzten Rückzugsort der Lancastrians in Wales aus.
Sir Edward Bourchier kämpfte und fiel am 30. Dezember 1460 bei der Schlacht von Wakefield.

## Ehe und Nachkommen
Sir Edward war nicht verheiratet und hinterließ keine Nachkommen.